# Jessica Wright
Jessica Wright (* 26. März 2000 in Durham, North Carolina) ist eine US-amerikanische Leichtathletin, die sich auf den Sprint spezialisiert hat.

## Sportliche Laufbahn
Jessica Wright wuchs in North Carolina auf und studierte von 2018 bis 2023 an der Howard University in Washington, D.C. Erste internationale Erfahrungen sammelte sie im Jahr 2024, als sie bei den Hallenweltmeisterschaften in Glasgow mit der US-amerikanischen 4-mal-400-Meter-Staffel im Vorlauf zum Einsatz kam und damit am Gewinn der Silbermedaille beteiligt war.

## Persönliche Bestzeiten
- 400 Meter: 52,34 s, 15. April 2023 in Gainesville
  - 400 Meter (Halle): 52,37 s, 17. Februar 2024 in Albuquerque